# Rodolfo Lavín
Rodolfo Martínez Lavín (San Luis Potosí, 30 de julho de 1977) é um ex-automobilista mexicano. Disputou três temporadas da Champ Car (2003 a 2005), somando 245 pontos em 38 corridas.

## Início de carreira
Lavín iniciou a carreira em 1994, competindo na Fórmula 3 Mexicana. Foi 2 vezes vice-campeão da categoria, onde permaneceu até 1995.
Mudou-se para a Indy Lights em 1996, onde incorporou o Jr. em seu nome. Em 5 temporadas, o melhor desempenho em 59 provas disputadas (não largou em Nazareth) foi em 2000, quando conquistou 2 quintos lugares (Chicago e Fontana) e terminou o campeonato em 11º lugar, com 48 pontos. Ele ainda conseguiu uma volta mais rápida, na etapa de Michigan, em 1999.
Pela Fórmula Atlantic, onde competiu entre 2001 e 2002, obteve 2 pódios ao serviço da equipe Michael Shank Racing.

## Champ Car
Em 2003, Lavín fez sua estreia na CART (posteriormente, Champ Car) ao assinar com a tradicional equipe Walker Racing, pilotando um defasado Reynard-Ford #5. Chateada com o desempenho do mexicano, a Walker pensou em afastá-lo e já tinha um substituto definido para a etapa de Montreal - o canadense Michael Valiante.
No final, o piloto foi mantido e suas atuações permaneciam medianas - a melhor posição de chegada foi um 8º lugar, obtido 2 vezes (Vancouver e Surfers Paradise). Terminou na décima-oitava posição, com 18 pontos. Na temporada 2004, foi para a Forsythe, onde teve os canadenses Paul Tracy e Patrick Carpentier como seus companheiros de equipe. 
Foi no GP de Road America onde Lavín obteve seu único pódio na categoria ao chegar na segunda posição, atrás do vencedor Alex Tagliani. Para 2005, não encontrou vaga para mais uma temporada completa, fechando com a CTE-HVM Racing a partir da etapa de San José, ocupando a vaga do brasileiro Alex Sperafico.
Não tendo conseguido encontrar novamente um cockpit disponível em 2006, o piloto anunciou sua aposentadoria aos 28 anos.